# تاريخ تشاد
تشاد (رسميًا جمهورية تشاد)، هي دولة غير ساحلية تقع في وسط أفريقيا. تحدها ليبيا من الشمال، والسودان من الشرق، وجمهورية أفريقيا الوسطى من الجنوب، والكاميرون ونيجيريا من الجنوب الغربي، والنيجر من الغرب. يُطلق عليها أحيانًا اسم "القلب الميت لأفريقيا" بسبب بعدها عن البحر ومناخها الصحراوي إلى حد كبير.

## عصر الإمبراطوريات (900–1900 م)
قامت أول مملكة إسلامية في تشاد في القرن الثاني الهجري- الثامن الميلادي، وهي مملكة كانم شمال شرق بحيرة تشاد ثم اتَّسع نفوذها في القرن الثالث الهجري- التاسع الميلادي، حتى شمل منطقة السودان الأوسط بأكملها. وقد كانت اللغة العربية هي لغة المملكة والممالك التشادية الأخرى.
قامت ممالك أخرى في حوض بحيرة تشاد مثل مملكة برنو ومملكة باقرمي، وكذلك مملكة عويضي، التي قامت في القرن العاشر الهجري، السادس عشر الميلادي، وظلت حتى وصول الاستعمار الفرنسي لتشاد في مطلع القرن العشرين.

## الحكم العسكري (1975–1978)
حظي الانقلاب الذي أنهى حكومة تومبالباي باستجابة حماسية في انجمينا. وبرز الجنرال الجنوبي فيليكس مالوم في وقت مبكر كرئيس للمجلس العسكري الجديد.
لم يتمكن القادة العسكريون الجدد من الحفاظ على الشعبية التي اكتسبوها من خلال الإطاحة بتومبلباي لفترة طويلة. أثبت مالوم عجزه عن مواجهة جبهة التحرير الوطني [الإنجليزية]
، وفي النهاية رأى أن فرصته الوحيدة تكمن في استيعاب بعض المتمردين. في عام 1978، تحالف مع زعيم المتمردين حسين حبري، الذي انضم إلى الحكومة بمنصب رئيس الوزراء.

## الحرب الأهلية (1979–1982)
الشعب التشادي متمسك بتراثه وهويته، وفيه نسبة كبيرة من العرب كأولاد راشد وأولاد حميد والسلامات والخزام وقبائل أخرى، مما يجعل اللغة العربية لغة رسمية في عهد السيادة الوطنية، واللغة العربية منتشرة بين سكان تشاد حتى غير العرب، والبالغ عددهم سبعة ملايين نسمة بنسبة 90% وينتشر الإسلام بنسبة 85%، وهذه النسب قابلة للزيادة والنقصان، بناء على الظروف والمعطيات المحيطة بالتعليم في تشاد.

## عصر محمد ديبي (2021–حتى الآن)
في أبريل 2021، أعلن جيش تشاد أن الرئيس إدريس ديبي توفي متأثراً بجروحه بعد اشتباكات مع المتمردين في شمال البلاد. حكم إدريس ديبي البلاد لأكثر من 30 عامًا منذ عام 1990. كما أعلن عن تشكيل مجلس عسكري بقيادة محمد ديبي (ابن إدريس ديبي)، وهو جنرال برتبة أربعة نجوم يبلغ من العمر 37 عامًا، ليتولى الحكم لمدة 18 شهرًا مقبلة. في 23 مايو 2024، أدى محمد ديبي اليمين الدستورية رئيسًا لتشاد. وكان قد فاز في الانتخابات المثيرة للجدل التي جرت في 6 مايو، بنسبة 61 بالمئة من الأصوات.